# Monitor Audio
Monitor Audio is een Brits bedrijf, gespecialiseerd in het ontwerpen en produceren van geluidssystemen. Het bedrijf werd in 1972 opgericht door Mo Iqbal. Het bedrijf begon in Teversham, dicht bij Cambridge in Engeland. In 2004 is de fabricage van de producten verplaatst naar China.

## Technologieën
Monitor Audio heeft een aantal technologieën zelf ontwikkeld, met als doel betere geluidskwaliteit.
- C-CAM (Ceramic-Coated Aluminium/Magnesium), een met keramiek bedekte conus van aluminium en magnesium zou minder vervormen doordat het steviger en lichter is dan traditionele stoffen als papier of plastic[1]
- DCF (Dynamic Coupling Filter) vervangt de verbinding tussen spreekspoel en elektrodynamische luidspreker door een plooibaar ontwerp. Dit zou zorgen voor natuurlijker geluid[2]
- Hive II Port
- IDC
- RDT II
- RST
- Tri-Grip Dog Fixings